# Hieracium napaeum
Hieracium napaeum es una especie de planta con flor del género Hieracium, de la familia Asteraceae, orden Asterales.

## Distribución
Hieracium napaeum se distribuye por Rumanía.

## Taxonomía
Fue descrita científicamente por Zahn.